# 科馬杜古加納河

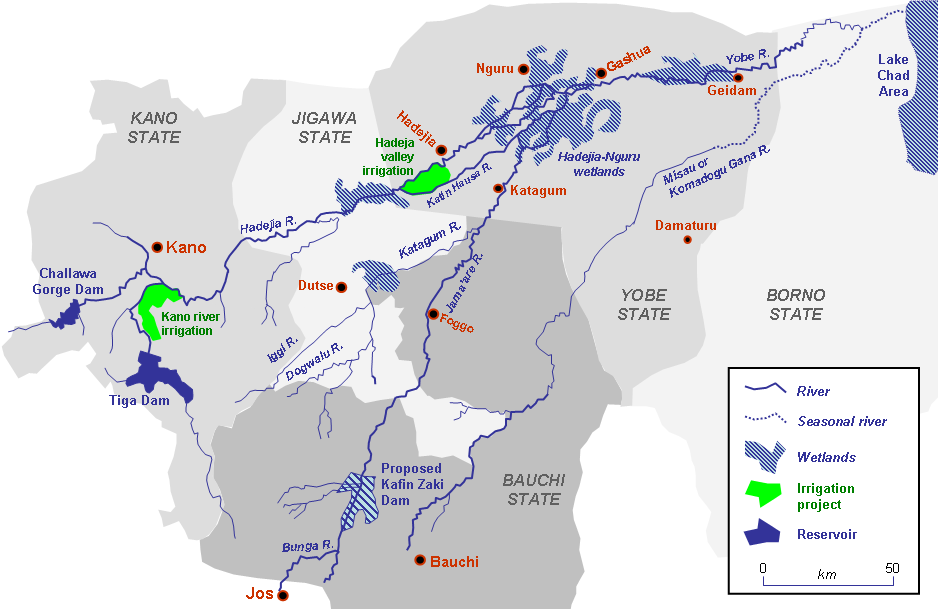

科馬杜古加納河是尼日利亞的河流，位於該國東北部，處於乍得盆地，距離首都尼亞美1,200公里，發源自包奇，最終在達馬薩克注入約貝河。